# Charles Dupeuty
Charles Dupeuty, nome completo Charles-Désiré Dupeuty (Parigi, 6 febbraio 1798 – Saint-Germain-en-Laye, 20 ottobre 1865), è stato un drammaturgo e librettista francese.

## Biografia
Dopo gli studi al liceo imperiale, Dupeuty si arruolò nell'esercito durante i Cento giorni e poi lavorò come impiegato dopo lo scioglimento dell'Esercito della Loira.
Esordì a teatro nel 1821 e nel 1825 fondò il giornale di opposizione La nouveauté.
È noto per essere stato uno dei fondatori della Société des auteurs dramatiques, di cui sarà vicepresidente per sei anni.
Gli dobbiamo molte opere rappresentate nei più grandi teatri parigini del XIX secolo, tra i quali il Théâtre des Folies-Dramatiques, il Théâtre du Vaudeville, il Théâtre du Palais-Royal, il Théâtre de la Gaîté, il Théâtre de la Porte-Saint-Martin, il Théâtre des Variétés.
Si dedicò a temi e forme teatrali diversissime: dal dramma storico, come Le procès du Maréchal Ney (1815), alla féerie, come Les amours de Psyché (1841).
Ma particolarmente si dimostrò nelle commedie parodistiche, nelle quali mise in ridicolo il romanticismo di Victor Hugo, di Alexandre Dumas, di Casimir Delavigne; tra i titoli si possono menzionare Marionette (1831), parodia di Marion de Lorme, e Cornaro, tyran pas doux (1835), parodia di Angelo tyran de Padoue, ambedue in collaborazione con Félix-Auguste Duvert.

## Opere
- 1821: La Fête au village;
- 1822: L'Arracheur de dents, con Ferdinand de Villeneuve;;
- 1822: Fille et garçon, ou la Petite orpheline, con Villeneuve;
- 1822: Le Premier prix, ou les Deux artistes, con Villeneuve;
- 1823: L'Actrice, commedia-vaudeville in 1 atto, con Villeneuve;
- 1823: Mon ami Christophe, commedia-vaudeville in 1 atto, con Villeneuve e W. Lafontaine;
- 1823: Le Sergent de Chevert, vaudeville storico in 1 atto, con Villeneuve;
- 1824: Les Acteurs à l'essai, commedia-vaudeville in 1 atto, con Villeneuve;
- 1824: Un jour à Dieppe, à-propos-vaudeville, con Saint-Hilaire, Villeneuve e Ferdinand Langlé;
- 1824: La Petite somnambule, con Villeneuve;
- 1824: Ourika ou la Négresse, dramma in 1 atto, con Villeneuve;
- 1824: Les Modistes, con Villeneuve e Charles-Gaspard Delestre-Poirson;
- 1824: Le Oui des jeunes filles, commedia-vaudeville in 1 atto, con Armand-François Jouslin de La Salle;
- 1824: Le Tableau de Téniers, ou l'Artiste et l'ouvrier, vaudeville in 1 atto, con Villeneuve e Alhoy;
- 1824: Pierre et Marie, ou le Soldat ménétrier, commedia-vaudeville in 1 atto, con Langlé e Villeneuve;
- 1824: Léonide, commedia vaudeville in 3 atti, con Amable de Saint-Hilaire e Villeneuve;
- 1825: Alice, ou les Six promesses, vaudeville in 1 atto, con Villeneuve e Amable de Saint-Hilaire;
- 1825: Monsieur Charles, ou Une matinée à Bagatelle, commedia-vaudeville in 1 atto;
- 1825: Les Deux tailleurs, ou la Fourniture et la façon, commedia-vaudeville in 1 atto, con Jouslin de La Salle e Villeneuve;
- 1825: Nicaise, ou le Jour des noces, commedia-vaudeville in 1 atto, con Villeneuve;
- 1826: L'Anonyme, commedia-vaudeville in 2 atti, con Villeneuve e Jouslin de La Salle;
- 1826: La Dette d'honneur, commedia vaudeville in 2 atti, con Langlé e Villeneuve;
- 1826: Le Soldat en retraite, ou les Coups du sort, dramma in 2 atti, con Jouslin de La Salle e Villeneuve;
- 1826: Le Vieux pauvre, ou le Bal et l'incendie, melodramma in 3 atti, con Ferdinand Laloue e Villeneuve;
- 1827: Le hussard de Felsheim, commedia-vaudeville in 3 atti, con Villeneuve;
- 1827: Monsieur Botte, commedia-vaudeville in 3 atti, con Villeneuve;
- 1827: Le Jeune maire, commedia-vaudeville in 2 atti, con Xavier B. Saintine e Félix-Auguste Duvert;
- 1827: Le Palais, la guinguette et le champ de bataille, prologo d'inaugurazione in 3 quadri, con Nicolas Brazier e Pierre Carmouche;
- 1827: La Revue au galop, vaudeville in 1 atto, con Maurice Alhoy e Jouslin de La Salle;
- 1828: La grande duchesse, commedia-vaudeville in 1 atto, con Saintine e Villeneuve;
- 1828: Le Sergent Mathieu, commedia-vaudeville in 3 atti, con Saintine e Villeneuve;
- 1828: Les enfants trouvés, commedia-vaudeville in 2 atti, con Saintine, e Duvert,
- 1828: Le Cousin Giraud, commedia-vaudeville in 1 atto, con Laloue e Antoine Simonnin;
- 1828: Les poletais, commedia vaudeville in 2 parti, con Saintine e Villeneuve;
- 1828: Le page de Woodstock, con Saintine e Duvert;
- 1828: Les Omnibus, ou la Revue en voiture, vaudeville in 4 quadri, con Frédéric de Courcy e Espérance Hippolyte Lassagne;
- 1828: L'Art de se faire aimer de son mari, commedia-vaudeville in 3 atti, con Saintine e Villeneuve;
- 1829: La revue de Paris, scene episodiche in versi, con Michel-Nicolas Balisson de Rougemont e de Courcy;
- 1829: L'Humoriste, vaudeville, con Fulgence de Bury;
- 1829: Cricri et ses mitrons, con Carmouche e Jouslin de La Salle;
- 1830: Madame Grégoire ou Le cabaret de la Pomme de pin;
- 1830: L'espionne, con Achille d'Artois;
- 1830: Tristine ou Chaillot, Surêne et Charenton, trilogia con de Courcy e Carmouche;
- 1831: La famille improvisée, con Brazier e Duvert;
- 1831: Angélique et Jeanneton, commedia-vaudeville in 4 atti, con Saintine e Villeneuve;
- 1831: Victorine ou la nuit porte conseil, dramma in 5 atti, con Théophile Marion Dumersan;
- 1831: Marionnette, parodia in 5 atti e in versi di Marion Delorme, con Duvert;
- 1831: Le Maréchal Brune, ou la Terreur de 1815, avvenimento storico in 4 quadri, con Louis Marie Fontan;
- 1831: Madame Grégoire ou Le Cabaret de la pomme de pin, con Edmond Rochefort e Charles de Livry;
- 1831: Le Procès du maréchal Ney (1815), dramma storico in 4 quadri, con Fontan, non rappresentato per impedimento delle autorità;[2]
- 1832: La vie de Molière, commedia storica in 3 atti, con Étienne Arago;
- 1832: L'homme de la nature et l'homme policé, vaudeville in 2 atti e 5 quadri, con Paul de Kock;
- 1832: Le courrier de la malle, commedia in 3 atti, con Balisson de Rougemont e de Courcy;
- 1832: Le Fils de l'Empereur, storia contemporanea in 2 atti, con Théodore Cogniard et Fontan;
- 1833: La Camargo ou L'opéra en 1750, commedia in 4 atti, con Fontan;
- 1833: Bergami et la reine d'Angleterre, dramma in 5 atti e in 6 quadri, con Alhoy e Fontan;
- 1833: Le Gentilhomme, vaudeville in 1 atto, con de Courcy;
- 1833: Faublas, commedia in 5 atti, con Léon-Lévy Brunswick e Lhérie;
- 1834: Le comte de Saint-Germain, pièce in 3 atti, con Fontan;
- 1835: Madelon-Friquet, commedia vaudeville in 2 atti, con Balisson de Rougemont;
- 1835: Analyse de Napoléon à Schoenbrunn et à Sainte-Hélène, con François Regnier de La Brière;
- 1835: Jean Jean don Juan, parodia in 5 pièces, con Achille d'Artois e Balisson de Rougemont;
- 1835: Un de plus, commedia-vaudeville in 3 atti, con de Kock;
- 1835: La croix d'or, commedia in 2 atti, con Balisson de Rougemont;
- 1835: Cornaro, tyran pas doux, traduzione in 4 atti e in versi di Angelo, tyran de Padoue, con Victor Hugo e Félix-Auguste Duvert;
- 1835: Paris dans la comète, rivista-vaudeville in 1 atto, con Arago e Balisson de Rougemont;
- 1836: Le Barbier du roi d'Aragon, dramma in 3 atti, in prosa, con Jean-Joseph Ader e Fontan;[3] musica di scena di Alexandre Piccinni disponibile su archive.org;
- 1836: Pierre le Rouge, commedia in 3 atti, con Benjamin Antier e Balisson de Rougemont;
- 1836: Mariana, commedia in 3 atti, con Fontan;
- 1836: Madeleine, dramma-vaudeville in 3 atti, con de Kock e Charles Mourier;
- 1836: M. Dasnière ou la suite du Sourd, con Dumersan;
- 1836: La liste des notables, con Alexis Decomberousse;
- 1836: L'Homme à femmes, commedia-vaudeville in 5 atti, con Courcy;
- 1837: L'ange gardien, commedia in 3 atti, con Paulin Deslandes;
- 1837: La Folie Beaujon ou l'Enfant du mystère, vaudeville in 1 atto, con Rochefort, ;
- 1837: La chevalière d'Eon, commedia storica in 2 atti;
- 1838: Les dames de la halle, commedia in 2 atti, con Louis-Émile Vanderburch;
- 1838: Mademoiselle, commedia-vaudeville in 2 atti, con Laurencin;
- 1838: Anacréon, ou Enfant chéri des dames, commedia in 1 atto con de Courcy;
- 1838: Arthur ou 16 ans après, dramma vaudeville in 2 atti, con Fontan e Gustave Robillard;
- 1838: Le Pauvre idiot, ou le Souterrain d'Heilberg, dramma in 5 atti e 8 quadri, con Fontan;
- 1839: Argentine, commedia in 2 atti, con Michel Delaporte e Gabriel de Lurieu;
- 1839: Balochard ou Samedi, dimanche ou lundi, vaudeville in 3 atti, con Vanderburch;
- 1839: Les filles de l'enfer, vaudeville fantastico in 4 atti e 6 quadri, con Charles Desnoyer;
- 1839: L'Ange dans le monde et le diable à la maison, commedia in 3 atti, con de Courcy;
- 1839: La belle Bourbonnaise, commedia-vaudeville in 2 atti, con Balisson de Rougemont e Langlé;
- 1839: Mignonne, ou Une aventure de Bassompierre, commedia in 2 atti, con de Courcy;
- 1839: Les Floueurs, ou l'Exposition de la flibusterie française, con Langlé;
- 1840: Bonaventure, con de Courcy;
- 1840: La Correctionnelle, con Alhoy e Balisson de Rougemont;
- 1840: Le grand duc, con Courcy;
- 1840: Matelots et matelottes, tableau-vaudeville in 1 atto, con Dumersan;
- 1841: Le Perruquier de l'empereur, dramma in 5 atti, con Julien de Mallian;
- 1841: Deux dames au violon, con Eugène Cormon;
- 1841: Les amours de Psyché, pièce fantastica in 3 atti e 10 quadri, preceduta da l'Olympe, prologo, con Delaporte;
- 1841: Le Père Trinquefort, vaudeville in 1 atto, con Cormon;
- 1841: La maîtresse de poste, commedia in 1 atto, con de Courcy;
- 1841: Lucrèce, commedia in 3 atti, con Auguste Anicet-Bourgeois;
- 1842: Paris la nuit, dramma popolare in 5 atti e 8 quadri, con Cormon;
- 1842: Gringalet, fils de famille, commedia in 3 atti, con Dumersan;
- 1842: Les Deux sœurs de charité, dramma in 3 atti;
- 1842: Les petits mystères de Paris, vaudeville in 3 atti e 6 quadri, con Cormon;
- 1842: Les Grisettes en Afrique, ou le Harem, pièce in 2 atti e 3 quadri, con Carmouche;
- 1842: Les Chevau-légers de la Reine, commedia in 3 atti, con Bernard Lopez;
- 1842: Comédiens et marionnettes, vaudeville in 2 atti, con Delaporte;
- 1843: Les Buses-graves, parodia in 3 atti e in versi, con Langlé;
- 1843: Le trombone du régiment, commedia-vaudeville in 3 atti, con Cormon e Saint-Amand;
- 1843: Les Cuisines parisiennes, vaudeville in 3 atti, con Cormon;
- 1843: Une campagne à deux, commedia in 1 atto, con Ernest Jaime;;
- 1844: Ravel en voyage, vaudeville in 1 atto, con Charles Varin;
- 1844: Le Troubadour omnibus, folie-vaudeville in 1 atto, con Langlé;
- 1845: Le canal Saint-Martin, dramma in 5 atti e 7 quadri, con Cormon;
- 1845: Riche d'amour, commedia vaudeville in un atto, con Duvert, Saintine e Augustin Théodore de Lauzanne de Vauroussel;
- 1846: Le lait d'ânesse, commedia-vaudeville in 1 atto, con de Lurieu;
- 1846:  La planète à Paris, rivista del 1846 in 3 atti, con Duvert e Lurieu;
- 1846: Les brodeuses de la Reine, commedia-vaudeville in 1 atto, con de Lurieu;
- 1846: La Veuve de quinze ans, commedia-vaudeville in 1 atto;
- 1846: La Descente de la Courtille, vaudeville-ballet-pantomime in 2 quadri, con Dumersan;
- 1847: Le chevalier d'Essonne, commedia vaudeville in 3 atti, con Bourgeois;
- 1847: Le Moulin à paroles, commedia-vaudeville in 1 atto, con de Lurieu;
- 1847: Les Trois portiers, commedia-vaudeville in 2 atti, con Vanderburch;
- 1848: Fualdès, dramma in 5 atti e 8 quadri, con Eugène Grangé;
- 1848: Le Buveur d'eau, tableau in 1 atto, con Paulin Deslandes;
- 1849: Le chevalier Muscadin, commedia-vaudeville in 2 atti, con Bourgeois;
- 1849: L'hôtel de la tête noire, dramma in 5 atti e 9 quadri, con Cormon e Grangé;
- 1849: Le prophète, con Grangé;
- 1849: Gracioso, ou le Père embarrassant, vaudeville in 3 atti, con Grangé;
- 1849: L'hurluberlu, commedia in 1 atto, con de Courcy;
- 1850: La Vie de café, pièce in 3 atti, con Vanderburch;
- 1851: Les aventures de Suzanne, dramma in 5 atti e 8 quadri, con Eugène Guinot;
- 1851: Meublé et non meublé, vaudeville in 1 atto, con Grangé;
- 1852: L'Eau de javelle, commedia-vaudeville in 1 atto, con Lurieu;
- 1852: Un frère terrible, commedia-vaudeville in 1 atto, con Guinot;
- 1852: Un vieux de la vieille roche, commedia vaudeville in 1 atto, con Grangé;
- 1852: La poissarde, ou Les Halles en 1804, dramma in 5 atti, con Bourget e Deslandes;
- 1853: Hamlet, prince de Danemark, con Lurieu;
- 1853: La Faridondaine, dramma in 5 atti e 8 quadri, con Bourget;
- 1854: La Chine à Paris, vaudeville in 3 quadri, con Ernest Bourget;[4]
- 1854: Quatorze de dames, commedia-vaudeville in 1 atto;
- 1855: Les gueux de Béranger, dramma in 5 atti, con Jules Moinaux;
- 1855: La Treille du Roi, opéra-comique in 1 atto, con Paul Henrion;
- 1855: Pilbox et Friquet, in 1 atto, con Bourget;
- 1857: Le père aux écus, dramma in 5 atti, con Ferdinand Dugué;
- 1857: Le marquis d'Argentcourt, commedia-vaudeville in 3 atti, con Delaporte e Louis François Clairville;
- 1859: Une tempête dans une baignoire, pièce in 1 atto, con de Lurieu;
- 1859: Fanfan le batonniste, commedia-vaudeville in 2 atti, con de Lurieu;
- 1860: Le paratonnerre, commedia-vaudeville in 2 atti, con Lurieu;
- 1860: P'tit fils p'tit mignon, vaudeville in 1 atto, con de Lurieu;
- 1863: Le Maréchal Ney, dramma storico in 5 atti e 11 quadri, con Anicet Bourgeois e Adolphe d'Ennery;
- 1864: Le carnaval des canotiers, vaudeville in 4 atti, con Henri Thiéry e Amédée de Jallais;
- 1865: Les carrières de Montmartre, melodramma popolare in 5 atti, 8 quadri e un prologo, con Ernest Bourget;
- 1868: La Permission de minuit, tableau militare, con Moinaux.

## Libretti
- 1828: Guillaume Tell, dramma-vaudeville in 3 atti, con Saintine e Villeneuve, musica di Adolphe Adam;[5]
- 1830: Napoléon ou Schoenbrunn et Sainte Hélène, dramma storico in 2 parti e 9 quadri, musica di Alexandre Piccinni;
- 1830: N, I, Ni, ou le Danger des Castilles, con Carmouche, de Courcy, Victor Hugo e Piccinni;[6]
- 1856: Tromb-al-ca-zar ou Les criminels dramatiques, bouffonnerie musicale in 1 atto, con Bourget e Jacques Offenbach;
- 1857: Les deux pêcheurs, ou Le lever du soleil, operetta in un atto, libretto di Dupeuty e Ernest Bourget, musica di Jacques Offenbach;